# Superliga Femenina de Voleibol 2020-21
La Liga Iberdrola (también conocida como Superliga Femenina de Voleibol 2020-21, SVF o Superliga femenina) es la máxima competición española de voleibol en categoría femenina. Consta de dos fases: la liga regular y la fase final. El torneo lo organiza la Real Federación Española de Voleibol (RFEVb).

## Equipos
| Club                     | Ciudad                     |
| ------------------------ | -------------------------- |
| OSACC Haro Rioja Vóley   | Haro                       |
| Avarca de Menorca        | Menorca                    |
| CV Sayre CC La Ballena   | Las Palmas de Gran Canaria |
| Feel Volley Alcobendas   | Alcobendas                 |
| Sanaya Libby’s La Laguna | La Laguna                  |
| AD Algar Surmenor        | Cartagena                  |
| Madrid Chamberí          | Madrid                     |
| IBSA CV CCO 7 Palmas     | Las Palmas                 |
| CV Kiele                 | Socuéllamos                |
| Cajasol Juvasa Vóley     | Dos Hermanas               |
| DSV CV Sant Cugat        | San Cugat del Vallés       |
| Arenal Emevé             | Lugo                       |

## Clasificación
| | Equipo                      | Puntos | J  | G3 | G2 | P1 | P0 | SF | SC | PF   | PC   |
| --- | --------------------------- | ------ | -- | -- | -- | -- | -- | -- | -- | ---- | ---- |
| 1 | Avarca de Menorca           | 33     | 13 | 11 | 0  | 0  | 2  | 34 | 10 | 1042 | 890  |
| 2 | IBSA CV CCO 7 Palmas        | 28     | 13 | 8  | 2  | 0  | 3  | 31 | 14 | 1036 | 886  |
| 3 | Sanaya Libby’s La Laguna    | 28     | 12 | 8  | 1  | 2  | 1  | 31 | 16 | 1049 | 962  |
| 4 | OSACC Haro Rioja Vóley      | 25     | 13 | 6  | 3  | 1  | 3  | 29 | 23 | 1176 | 1161 |
| 5 | Feel Volley Alcobendas      | 24     | 12 | 7  | 1  | 1  | 3  | 28 | 19 | 1057 | 1015 |
| 6 | CV Kiele                    | 22     | 13 | 4  | 4  | 2  | 3  | 29 | 25 | 1211 | 1125 |
| 7 | DSV CV Sant Cugat           | 19     | 13 | 4  | 3  | 1  | 5  | 27 | 25 | 1126 | 1121 |
| 8 | Cajasol Juvasa Vóley        | 14     | 13 | 3  | 0  | 5  | 5  | 22 | 32 | 1100 | 1205 |
| 9 | CV Sayre CC La Ballena      | 13     | 13 | 3  | 2  | 0  | 8  | 19 | 30 | 1074 | 1105 |
| 10 | Arenal Emevé                | 7      | 12 | 1  | 1  | 2  | 8  | 13 | 32 | 920  | 1055 |
| 11 | Madrid Chamberí             | 6      | 11 | 2  | 0  | 0  | 9  | 10 | 28 | 789  | 892  |
| 12 | FC Cartagena Algar Surmenor | 6      | 12 | 1  | 0  | 3  | 8  | 14 | 33 | 953  | 1116 |
| Fuente: Federación Española de Voleibol: Clasificación de la Liga Iberdrola; actualización automática |                             |        |    |    |    |    |    |    |    |      |      |